# Sepia latimanus
Sepia latimanus är en bläckfiskart som beskrevs av Jean René Constant Quoy och Joseph Paul Gaimard 1832. Sepia latimanus ingår i släktet Sepia och familjen Sepiidae. IUCN kategoriserar arten globalt som otillräckligt studerad. Inga underarter finns listade i Catalogue of Life.